# Лупче-Савино (река)
Лу́пче-Са́вино — река в Кандалакшском районе Мурманской области России. Впадает в морскую губу Лупче Кандалакшского залива Белого моря.
Длина составляет 22 км, площадь бассейна — 146 км².
Берёт начало в озере Большое Савино на высоте 158 м над уровнем моря. Протекает по лесной, местами заболоченной местности. Берега реки покрыты ельником и сосновым бором. Порожиста. Проходит через озёра Большое Лупче и Лупче. Имеет правый приток, вытекающий из озера Малого Савина. Впадает в губу Лупче в черте города Кандалакша. Также на реке расположены военный городок Лупче-Савино. Через Лупче-Савино перекинуты железнодорожный и автомобильные мосты.
Воды реки создают в заливе сильное постоянное течение, которое идёт на юг к острову Малая Половинница, а затем поворачивает на юго-восток к проливу Кибиринская Салма. Это течение должно учитываться судами при заходе в порт Кандалакша и при постановке на якорь на рейде.